# Michael Hess
Michael A. Hess (Roscrea, 5 luglio 1952 – Washington, 15 agosto 1995) è stato un avvocato statunitense, vice consulente legale presso il Comitato Nazionale Repubblicano dalla fine del 1980 all'inizio del 1990.

## Biografia
Nato come Anthony Lee presso l'Abbazia di Sean Ross nella cittadina irlandese di Roscrea, visse in convento con la madre fino al 1955, prima di essere dato in adozione all'agiata famiglia Hess residente a Saint Louis, nel Missouri. Le questioni circa la sua adozione sono controverse e sembrano risalire ad un vasto programma di adozioni che prevedeva una sorta di commercio di bambini da parte della Chiesa cattolica irlandese. 
Naturalizzato statunitense a seguito dell'adozione, Michael trascorse l'infanzia insieme alla sorella Mary, adottata anch'essa, e agli altri tre figli maschi della coppia. 
Nel 1974 si laureò in Giurisprudenza presso la University of Notre Dame di South Bend in Indiana e si specializzò alla George Washington University di Washington. 
Nel 1977, ormai consapevole della sua vera origine, compì un primo viaggio in Irlanda, recandosi all'Abbazia di Sean Ross. Qui chiese informazioni sulla sua madre naturale, Philomena Lee, tuttavia non ricevette notizie utili dalle suore, che riferirono di non essere in grado di risalire all'identità materna.
Malgrado questa carenza di informazioni sulla vera identità di sua madre lo tormentasse, verso la fine del 1980 si trasferì a Washington dove divenne consulente legale presso il Comitato Nazionale Repubblicano e pertanto funzionario del Governo degli Stati Uniti d'America, sotto l'Amministrazione del presidente Reagan. Il suo operato fu apprezzato per la sua integrità e per la ricerca della giustizia nell'ambito delle battaglie di ristrutturazione distrettuale fra gli anni ottanta e novanta, sotto la successiva amministrazione di Bush Senior.
Essendo ormai un personaggio molto esposto, Michael Hess non dichiarò pubblicamente la sua omosessualità, soprattutto nell'ambito lavorativo repubblicano dove questa tendenza non era ben vista, tuttavia ebbe un legame sentimentale stabile con il suo compagno Pete Nilsson. 
Nel 1992 scoprì di essere affetto dall'HIV e il desiderio di sapere la verità su sua madre riaffiorò prepotentemente. L'anno seguente compì un viaggio a Parigi alla ricerca di una possibile cura medica ma, per la seconda volta, si recò in Irlanda, per chiedere nuovamente informazioni sulla sua madre naturale alle suore dell'Abbazia di Sean Ross. Malgrado le sue gravi condizioni, non riuscì a convincere le suore a divulgare informazioni su di essa e quindi egli, cosciente del suo stato di salute ormai terminale, chiese esplicitamente che a tempo debito le sue ceneri fossero sepolte nel piccolo cimitero dell'abbazia e fece ritorno a Washington senza quella verità che sperava di poter finalmente conoscere. 
Michael Hess morì due anni dopo a Washington, il 15 agosto del 1995, per complicazioni cliniche dovute all'AIDS, assistito da sua sorella Mary e dal compagno Pete. 
Durante la commemorazione pubblica non fu reso pubblico il vero motivo della sua morte ma gli furono tributati i giusti onori per il servizio reso alla sua patria. 
A seguito di un non facile disbrigo di pratiche burocratiche, la sua volontà fu rispettata e le sue ceneri furono tumulate in Irlanda, nel piccolo cimitero dell'Abbazia di Sean Ross a Roscrea.
La sua storia è stata raccontata nel libro The Lost Child of Philomena Lee di Martin Sixsmith e, successivamente, nel film Philomena diretto da Stephen Frears e uscito nel 2013.